# 보이 (2019년 영화)
보이(Boi)는 스페인에서 제작된 호르헤 M. 폰타나 감독의 2019년 미스터리, 스릴러 영화이다. 아드리안 팡 등이 주연으로 출연하였다.

## 출연

### 주연
- 아드리안 팡
- 조시 사크리스탄